# Alchemilla carniolica
Alchemilla carniolica é uma espécie de rosácea do gênero Alchemilla, pertencente à família Rosaceae.